# گورستان تاریخی کهنه قلعه
قبرستان تاریخی کهنه قلعه مربوط به هزاره اول قبل از میلاد است و در شهرستان سقز، بخش زیویه، روستای پارسا نیان واقع شده و این اثر در تاریخ ۲۵ اسفند ۱۳۸۰ با شمارهٔ ثبت ۵۰۹۶ به‌عنوان یکی از آثار ملی ایران به ثبت رسیده است.